# Päivi Paunu
Pour l’article homonyme, voir Paunu.
Päivi Paunu, nom de scène de Päivi von Hertzen (née le 20 septembre 1946 à Helsinki, morte le 14 décembre 2016) est une chanteuse finlandaise. Elle est la représentante de la Finlande au Concours Eurovision de la chanson 1972 dans un duo avec Kim Floor avec Muistathan.

## Biographie
Päivi Paunu, qui chante depuis l'enfance et a une formation en musique classique, commence sa carrière active dans la musique folk. Elle est découverte en 1965 dans un club folklorique d'Helsinki où elle se présente avec le soutien d'Erkki Harma, le frère d'Hector. Le répertoire de Paunu comprend des chansons rendues célèbres par d'autres chanteurs folks ainsi que des chansons folkloriques finlandaises.
Paunu est invitée au studio d'enregistrement par le producteur Reino Bäckman. Le premier single, la chanson folk Aamulla varhain, paraît en 1966. Suit l'album studio Päivi Paunu et un EP en anglais. Lors de ses premiers enregistrements, Paunu est influencée par des chanteuses folk comme Joan Baez et Buffy Sainte-Marie, elle est surtout comparée à Baez tant pour son chant que pour son apparence. Cependant, le style s'oriente rapidement vers la pop et la musique de divertissement.
De 1966 à 1968, Päivi Paunu étudie à l'École supérieure de théâtre d'Helsinki, mais finalement choisit une carrière de chanteuse, car elle estime que les acteurs chanteurs ne sont pas appréciés. En 1968, la chanson révolutionnaire de Paunu Oi neia aikoja paraît, elle est une traduction par Reino Bäckman du tube Those Were the Days rendu célèbre par Mary Hopkin la même année. La chanson est numéro un en Finlande à l'automne 1968. Avec son succès, Paunu commence à se produire avec son propre groupe. À l'été 1968, elle est en première partie de la tournée estivale de Johnny Liebkind et l'été suivant de la tournée de Danny. Päivi Paunu apparaît dans le film Rottasota réalisé par Maunu Kurkvaara.
Dans les années 1970, Päivi Paunu enregistre deux duos : Mozart 40 avec Aarno Raninen en 1971 et Muistathan avec Kim Floor, qui représente la Finlande au Concours Eurovision de la chanson en 1972. Paunu n'aimait pas du tout cette chanson. Elle obtient 78 points et finit douzième sur dix-huit participants.
La carrière Paunu décline après le milieu des années 1970, son dernier album studio est Jos rakkušan jää en 1976. À la fin de la décennie, elle est membre du groupe vocal Mirumaru. Elle arrête sa carrière en 1980.
Elle étudie l'orthophonie à l'université d'Helsinki à partir de la même année et devient orthophoniste et professeur de langue des signes. Elle ne se produit qu'occasionnellement avec son mari, Lars von Hertzen, qui est membre du groupe Cumulus. En 1986, l'album gospel Arkinen hartaus' qui contient des compositions de Kari Kuuva paraît. Paunu fait des apparitions individuelles au début des années 2010 dans des concerts communs d'artistes des années 1960, ainsi que dans sa résidence d'été dans le village de Bromarv avec son mari.
En 2010, Paunu est malade d'un cancer de la bouche, contre lequel elle se fait enlever les ganglions sentinelles. Cependant, le cancer réapparaît, maintenant sous la forme d'un lymphome. Elle en meurt le 14 décembre 2016.

## Famille
Päivi Paunu est la fille d'un pasteur sourd et apprend la langue des signes à la maison lorsqu'elle est enfant. Elle est la sœur du professeur de musique Maisa Krokfors et la tante du baryton Ahti Paunu.
Päivi Paunu fut mariée à Lars von Hertzen pendant 39 ans. Ils ont une fille. Au tournant des années 1960 et 1970, Paunu fut brièvement mariée au musicien Seppo Hovi.

## Discographie
Albums
- Päivi Paunu (1966)
- Päivi (1969)
- Uskon päivään kauniimpaan (1972)
- Hei vain (1973)
- Huomiseen mä luotan vieläkin (1973)
- Jos rakkaus jää (1977)
- Arkinen hartaus (1986)
- 20 suosikkia: Oi niitä aikoja (1996)
- Oi niitä aikoja - Kootut levytykset 1966-1971 (2010)